# Ashes Are Burning
Ashes Are Burning ist das vierte Studioalbum der britischen Progressive-Rock-Gruppe Renaissance. Es wurde im Jahr 1973 aufgenommen und veröffentlicht.

## Hintergrund
Nach der Veröffentlichung von Prologue sollte dieses Album Anfang 1973 mit einer Tournee beworben werden. Rob Hendry, Gitarrist auf Prologue, hatte die Band schon verlassen und Michael Dunford wollte sich auf das Songschreiben konzentrieren. Während der Tournee übernahm deshalb Peter Finberg den Part an der Gitarre. Dunford wurde wieder zum offiziellen Renaissance-Gitarristen als die Aufnahmen zu Ashes Are Burning begannen, zu dem Zeitpunkt war das Cover aber schon druckfertig konzipiert, sodass Dunford dort nicht als Bandmitglied aufgeführt war.
Jim McCarty hatte 1973 eine Platte namens On the Frontier mit seiner Gruppe Shoot herausgebracht. Dessen Titelstück, das er zusammen mit Betty Thatcher geschrieben hatte, schien auch für Renaissance geeignet zu sein und fand auf Ashes Are Burning nochmals Verwendung. Alle anderen Songs sind von Michael Dunford und Betty Thatcher geschrieben worden. Am Anfang und am Ende von At the Harbour wird La cathédrale engloutie von Claude Debussy zitiert. Die Streicher wurden von Richard Hewson arrangiert. Für den Titelsong steuerte Andy Powell von Wishbone Ash ein Solo auf der E-Gitarre bei.

## Titelliste
Seite 1
1. Can You Understand? – 09:53 (Dunford/Thatcher)
2. Let It Grow – 04:18 (Dunford/Thatcher)
3. On the Frontier – 04:57 (McCarty/Thatcher)

Seite 2
1. Carpet of the Sun – 03:31 (Dunford/Thatcher)
2. At the Harbour – 06:48 (Dunford/Thatcher)
3. Ashes Are Burning – 11:20 (Dunford/Thatcher)

## Rezeption

### Kritiken
„Bei aller gebührenden Anerkennung möchte ich sagen, dass die Musik von Renaissance oft eher als symphonischer Art-Pop mit Prog-Elementen‘ einzustufen wäre. Die für klassischen Prog typischen, komplexen, auf solistischen Leistungen mehrerer Bandmitglieder basierenden Instrumentalpassagen gehören nämlich nicht zu den Stärken von Renaissance. Ist ja an und für sich nichts Schlimmes. Nichtdestoweniger bleibt Ashes are burning eine empfehlenswerte Platte, die mit Can you understand? und Carpet of the sun zwei unvergessliche Renaissance-Songs beinhaltet.“

„Die Platte wird von zwei der besten Renaissance-Werke überhaupt eingerahmt, Can You Understand? und Ashes Are Burning. Bei ersterem begeistern mich immer wieder die kraftvollen und dennoch bombastfreien Orchestereinsätze (die etwas nach slawischer Folklore klingen), die sich mit überwiegend von Akustik-Gitarre getragenen Gesangspassagen abwechseln, letzteres geht mit seiner – für Renaissance-Verhältnisse – furiosen Keyboardorgie wie kaum ein anderer Song der Band in Richtung des symphonischen Progressive Rock der 70er. Hier kommt übrigens für einige Jahre zum letzten Mal eine elektrische Gitarre zum Einsatz, wenn auch nur ganz dezent! […] Somit ist Ashes Are Burning ein etwas durchwachsenes Album mit zwei sehr guten Songs (die immerhin die Hälfte der Laufzeit ausmachen) und einigen ganz guten. Nicht die erste Wahl, aber empfehlenswert.“

„Zusammen mit dem atemberaubenden Scheherezade von 1975 kann Ashes are Burning als klassisches Werk von Renaissance gelten. Ein wahres Meisterwerk, aufgrund von At the Harbour, Can You Understand und Ashes are Burning. Empfohlen für Fans von ultra-melodischem und schönem akustischem Prog, mit starken Klassik- und Folk-Einflüssen.“

### Nachwirkung
Im Juni 2015 wählte das renommierte Fachblatt Rolling Stone das Album auf Platz 31 der 50 besten Progressive-Rock-Alben aller Zeiten.